# Mikołaj Żernicki
Mikołaj Żernicki herbu Dryja (zm. przed 9 września 1578 roku) – podsędek kaliski w latach 1571–1577.
Na zjeździe w Jędrzejowie w 1576 roku potwierdził wybór Stefana Batorego na króla Polski.
Poseł na sejm koronacyjny 1576 roku z województw poznańskiego i kaliskiego. Poseł na sejm 1576/1577 roku, sejm 1578 roku z województwa kaliskiego. 